# اتفاقية باريس للسلام (1973)
اتفاقية باريس للسلام (بالإنجليزية: Paris Peace Accords)‏ التي أُطلق عليها اسم اتفاقية انتهاء الحرب واستعادة فيتنام، هي معاهدة سلام وُقعِت في 27 يناير 1973، لترسيخ السلام في فيتنام ولإنهاء الحرب فيها. تضمنت المعاهدة حكومات جمهورية فيتنام الديمقراطية (فيتنام الشمالية) وجمهورية فيتنام (فيتنام الجنوبية) والولايات المتحدة، وكذلك الحكومة الثورية المؤقتة (بي آر جي) التي مثلت ثوار جنوب فيتنام المحليين. حتى تلك المرحلة كانت القوات البرية الأمريكية مُستبعدة ومعنوياتها متدنية وانسحبت تدريجياً إلى الأقاليم الساحلية، وليس لغرض المشاركة في العمليات الهجومية أو القتال المباشر خلال فترة السنتين السابقتين. كان من شأن معاهدة باريس في الواقع إزالة جميع القوات الأمريكية المتبقية، بما في ذلك القوات الجوية والبحرية في مقابل أسرى حرب هانوي. أُنهي التدخل العسكري الأمريكي المباشر، وتوقف القتال بين القوى الثلاث المتبقية مؤقتًا لمدة تقل عن يوم واحد. لم يصدق مجلس الشيوخ الأمريكي على المعاهدة.
بدأت المفاوضات التي أسفرت عن الاتفاقية في عام 1968، بعد تأخيرات طويلة. كنتيجة للاتفاقية، استُبدلت لجنة المراقبة الدولية (آي سي سي) باللجنة الدولية للرقابة والإشراف (آي سي سي إس) لتنفيذ الاتفاقية. كان المفاوضان الرئيسيان هما مستشار الأمن القومي الأمريكي هنري كيسنجر وعضو المكتب السياسي للحزب الشيوعي في فيتنام الشمالية لى دوك ثو، حصل الرجلان على جائزة نوبل للسلام لعام 1973 لجهودهما، على الرغم من رفض لي دوك ثو قبول الجائزة.
خرقت كل من القوات الفيتنامية الشمالية والجنوبية بنود الاتفاقية على الفور وبشكل متكرر دون أي رد رسمي من الولايات المتحدة. اتهم الفيتناميون الشماليون الولايات المتحدة بالقيام بعمليات قصف في شمال فيتنام خلال هذا الوقت. اندلع قتال مفتوح في مارس 1973، وتوسع نطاق مخالفات فيتنام الشمالية بحلول نهاية العام. بعد ذلك بعامين، غزا هجوم فيتنامي شمالي ضخم فيتنام الجنوبية.

## أحكام الاتفاقية
دعت الاتفاقية إلى:
- انسحاب جميع القوات الأمريكية والقوى المتحالفة معها خلال ستين يومًا.
- عودة أسرى الحرب بالتوازي مع الوارد أعلاه.
- إزالة الألغام من الموانئ الفيتنامية الشمالية من قبل الولايات المتحدة.
- تحقيق وقف إطلاق النار في جنوب فيتنام يتبعه تحديد دقيق لمناطق السيطرة الشيوعية والحكومية.
- إنشاء «المجلس الوطني للمصالحة الوطنية والوفاق» الذي تألف من جانب شيوعي وحكومي ومحايد لتنفيذ الحريات الديمقراطية وتنظيم انتخابات حرة في جنوب فيتنام.
- تأسيس «لجان عسكرية مشتركة» مؤلفة من أربعة أطراف و«لجنة دولية للمراقبة والإشراف» مؤلفة من كندا والمجر وإندونيسيا وبولندا لتنفيذ وقف إطلاق النار. وكلاهما يعمل بالإجماع.
- انسحاب القوات الأجنبية من لاوس وكمبوديا.
- فرض الحظر على إدخال المعدات الحربية في جنوب فيتنام ما لم يكن ذلك على أساس الاستبدال.
- فرض الحظر على إدخال المزيد من الأفراد العسكريين إلى جنوب فيتنام.
- تقديم الولايات المتحدة للمساهمات المالية في «شفاء جرحى الحرب» في جميع أنحاء الهند الصينية.

## مفاوضات السلام في باريس

### حالات الجمود المبكرة
في أعقاب نجاح المرشح المناهض للحرب يوجين مكارثي في انتخابات نيو هامبشاير التمهيدية (وهي سلسلة من الانتخابات الأولية للأطراف على الصعيد الوطني)، في مارس 1968، أوقف الرئيس الأمريكي ليندون جونسون عمليات القصف على الجزء الشمالي من فيتنام الشمالية (عملية هزيم الرعد)، لحث هانوي على بدء المفاوضات. على الرغم من أن بعض المصادر ذكرت أن قرار وقف القصف الذي أُعلن عنه في 31 مارس 1968 كان متعلقًا بالأحداث التي وقعت داخل البيت الأبيض ومتعلقًا بمستشار الرئيس في وزارة الدفاع كلارك كليفورد وغيرهم بدلاً من الأحداث في نيو هامبشاير، وبعد ذلك بوقت قصير، وافقت هانوي على مناقشة الوقف الكامل للقصف، وحُدد موعد لاجتماع ممثلي كلا الطرفين في باريس، فرنسا. اجتمع الطرفان لأول مرة في 10 مايو، مع وفد ترأسه سوان ثوي، الذي بقي القائد الرسمي للوفد الفيتنامي الشمالي طوال العملية، مع السفير الأمريكي المتجول أفيريل هاريمان.
توقفت المفاوضات لمدة خمسة أشهر حيث طالبت فيتنام الشمالية بوقف جميع عمليات القصف على فيتنام الشمالية، بينما طالب الجانب الأمريكي بأن توافق فيتنام الشمالية على وقف التصعيد المتبادل في فيتنام الجنوبية؛ لم يوافق جونسون على إنهاء القصف الجوي وبدء مفاوضات جادة حتى يوم 31 أكتوبر.
من أكبر العقبات التي أثرت على التفاوض الفعال هي حقيقة رفض فيتنام الشمالية وجبهة التحرير الوطنية في فيتنام الجنوبية (إن إل إف إو فيت كونغ) في الجنوب، الاعترافَ بحكومة فيتنام الجنوبية، رفضت الحكومة في سايغون الاعتراف بشرعية جبهة التحرير الوطنية. حل هاريمان هذا الخلاف من خلال تطوير نظام تكون فيه فيتنام الشمالية والولايات المتحدة الطرفين المشار إليهما، بحيث يمكن لضباط جبهة التحرير الوطنية الانضمام إلى فريق فيتنام الشمالية دون أن تتعرف عليهم جنوب فيتنام، بينما انضم ممثلو سايغون إلى حلفائهم في الولايات المتحدة.
تناول نقاش مماثل شكل الطاولة المستخدمة في المؤتمر. فضل الشمال وضع طاولة مستديرة، بحيث تكون فيه جميع الأطراف، بما في ذلك ممثلو جبهة التحرير الوطني، «متساوية» في أهميتها. جادل الفيتناميون الجنوبيون بأن طاولة مستطيلة الشكل ستكون مقبولة، لأن المستطيل فقط هو الذي يمكن أن يظهر وجهين متميزين للصراع. في النهاية تم التوصل إلى حل وسط، بحيث يجلس ممثلو الحكومات الشمالية والجنوبية على طاولة مستديرة، مع جلوس أعضاء يمثلون جميع الأحزاب الأخرى على طاولات مربعة فردية من حولهم.

### زعم تخريب المفاوضات بواسطة حمله نيكسون
ادعى برايس هارلو، وهو من الموظفين السابقين في البيت الأبيض في إدارة أيزنهاور، أنه كان هناك «عميل مزدوج يعمل في البيت الأبيض... وأبقيت نيكسون على دراية بذلك». تنبأ هارلو وهنري كيسنجر (الذي كان ودودًا في كلتا الحملتين وضمن عملًا في إدارة إما هيوبرت همفري أو نيكسون في الانتخابات المقبلة) بشكل منفصل بقرار جونسون «بتوقف القصف». أبلغ السناتور الديمقراطي جورج سماثيرز الرئيس جونسون بأن هناك «إشاعة انتشرت بأننا نبذل قصارى جهدنا لدفع الانتخابات لصالح همفري. هذا ما أُخبر نيكسون به».
وفقًا للمؤرخ الرئاسي روبرت داليك، فإن نصيحة كيسنجر «لم تكن مبنية على معرفة خاصة بصنع القرار في البيت الأبيض بل على نظرة محلل فطن إلى ما كان يحدث». صرح المحلل الاستخباراتي في وكالة المخابرات المركزية، وليام بندي، بأن كيسنجر حصل على «معلومات داخلية غير مفيدة» من رحلته إلى باريس، «وربما وصل أي مراقب من ذوي الخبرة في هانوي إلى نفس النتيجة». في حين أن كيسنجر ربما «لمّح إلى أن نصيحته كانت مبنية على اتصالات مع وفد باريس»، وإن هذا النوع من «الترويج الذاتي... في أسوأ الأحوال هو ممارسة بسيطة وغير شائعة، وتختلف تمامًا عن الحصول والإبلاغ عن أسرار حقيقية».
طلب نيكسون من السياسية الآسيوية الأمريكية البارزة آنا تشينولت أن تكون «طريقه إلى السيد ثو»؛ وافقت تشينولت وأبلغت جون ميتشيل بشكل دوري أن ثو ليس لديه أي نية لحضور مؤتمر سلام. في 2 نوفمبر، أبلغت تشينول السفير الفيتنامي الجنوبي: «سمعت للتو من رئيسي في ألباكركي يقول إن رئيسه [نيكسون] سيفوز، وأنت أخبر رئيسك [ثو] بأن ينتظر لمدة أطول». رداً على ذلك، أمر الرئيس جونسون بالتنصت على المكالمات الهاتفية لأعضاء حملة نيكسون. كتب داليك أن جهود نيكسون «ربما لم تحدث فرقًا» لأن ثو لم يكن راغبًا في حضور المحادثات وكانت هناك فرصة ضئيلة للتوصل إلى اتفاق قبل الانتخابات؛ ومع ذلك، كان استخدامه للمعلومات التي قدمها هارلو وكيسنجر موضع شك أخلاقي، وكان قرار نائب الرئيس هيوبرت همفري بعدم إعلان أعمال نيكسون «عملاً غير مألوف من اللباقة السياسية».

## وصلات خارجية
- Nixon and Vietnam Timeline
- Timeline of NVA invasion of South Vietnam
- “LBJ Tapes Implicate Nixon With Treason”. ABC News. December 5, 2008, (video).
- “The Trials of Henry Kissinger” documentary by Eugene Jarecki (video, 1h19). Sequence on Nixon campaign sabotage of Paris Peace Accords: start 15min 20sec – end 20min 10sec.